# Hilda López
Hilda López (27 tháng 9 năm 1922 - 2 tháng 6 năm 1996 ) là một nghệ sĩ người Uruguay với việc sáng tạo ra hình ảnh xuất sắc và cá tính mạnh mẽ, cam kết với văn hóa và biểu hiện nghệ thuật của đất nước cô.

## Tiểu sử
Hilda López sinh ra ở Montevideo năm 1922 và cùng năm đó, gia đình cô định cư ở Mataojo, Sở Lavalleja, để tham gia vào công việc kinh doanh của cha cô ở thị trấn đó.
Năm 1941, cô vào Trường Nghệ thuật Nhựa của Đại học del Trabajo ở Montevideo, nơi cô nhận được các bài học vẽ tranh với Manuel Rosé  và khắc với Guillermo C. Rodríguez. Năm 1952, cô vào xưởng của Vicente Martín (artist), và vào năm 1958, cô bắt đầu làm việc với Lino Dinetto, tăng cường đào tạo nghệ thuật của cô.
Năm 1946, cô kết hôn với Alberto Angenscheidt, người mà cô có chung hai đứa con, Eduardo và Virginia.
Năm 1960 López đã tổ chức triển lãm cá nhân đầu tiên của mình tại Phòng trưng bày Zaffaroni. Từ lúc đó, cô đã tham gia nhiều triển lãm và nhận được giải thưởng chính thức cho các tác phẩm của mình đã trở thành một phần của bộ sưu tập công cộng của đất nước này.

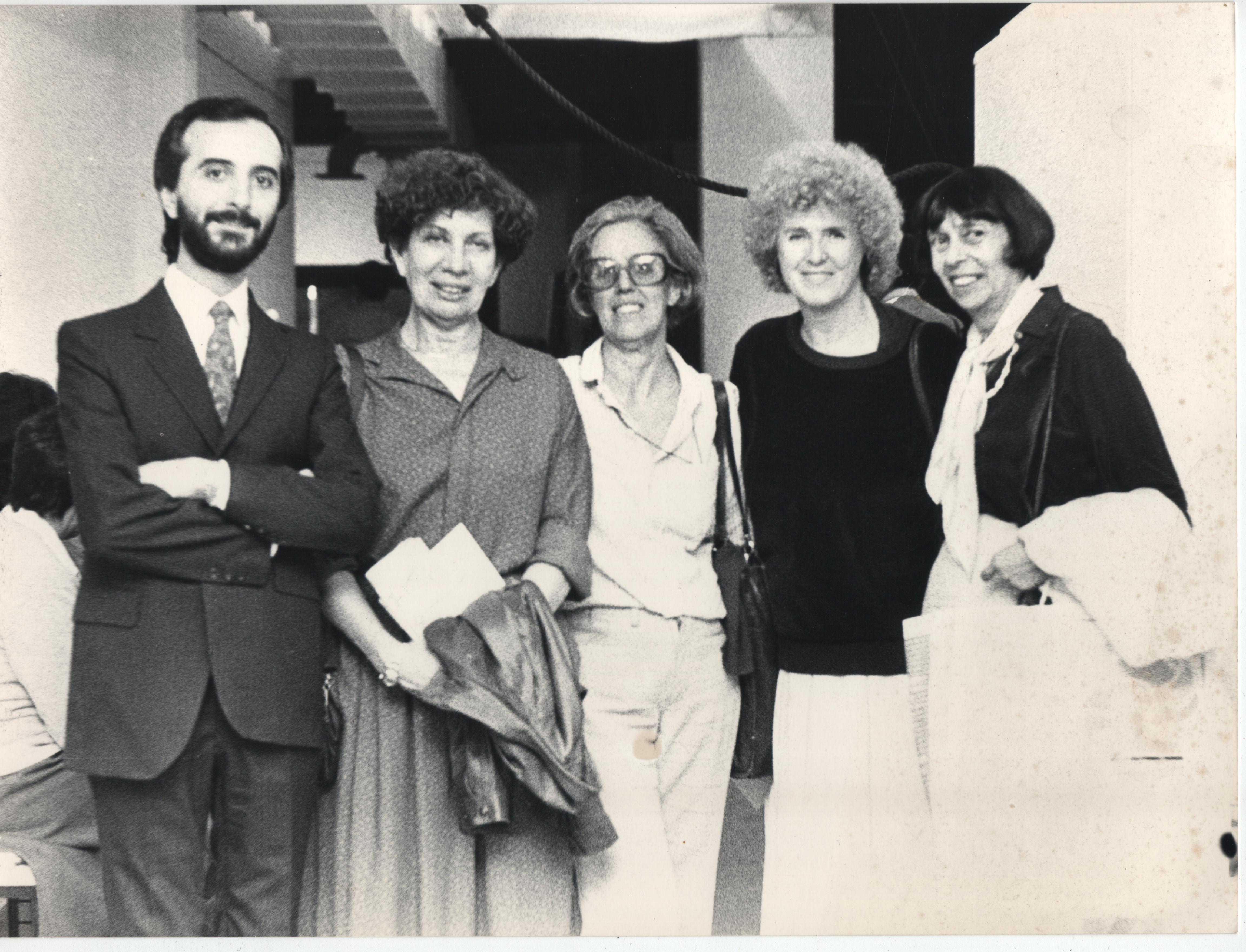
Hilda López, ở giữa, với Ricardo Casas, Katusha Sánchez, Linda Kohen và Eva Olivetti tại Galería Cinemateca, 1993

Sự hiện diện của nhà điêu khắc người Tây Ban Nha, ông Jorge Oteiza ở Montevideo có ảnh hưởng lớn đến công việc của bà. Những lý thuyết của ông về thẩm mỹ chân không và chủ nghĩa phi chính thức của Romero Brest đã thúc đẩy Hilda đến vũ trụ làm bằng nhựa của chính mình. Loạt tác phẩm Streets and inlets of Montevideo, được trưng bày tại Washington vào năm 1961, đã nhận được một bài phê bình rực rỡ từ Frank Getlein trong The Sunday Star.